# 上田進
上田 進（うえだ すすむ、1907年10月24日 - 1947年2月24日）は、ロシア・ソビエト文学者。
東京出身。本名は尾崎義一。尾崎宏次の兄。早稲田大学在学中に日本プロレタリア作家同盟に入る。
秋田雨雀の女婿。

## 編著
- 『ゴーリキイ研究』編 隆章閣 1933

### 翻訳
- 『映画監督学とモンタージユ論 附・ソヴエート映画の芸術的展望、チヤツプリン撮影所訪問記』（テイモシエンコ等）訳編 往来社 1931
- 『建設期のソヴエート文学』（アウエルバッハ）叢文閣 1932
- 『死せる魂　第一部』（ゴーゴリ）ナウカ社、ゴオゴリ全集 1934
- 『ひらかれた処女地』（ショーロホフ）ナウカ社 1933 － 1934
- 『マルクス=エンゲルスの芸術論』訳編 岩波文庫 1934
- 『静かなドン 第1部』（シヨーロホフ）ナウカ社 1935
- 『ドストイエフスキイ全集 第3巻 死の家の記録』（ドストイエフスキイ）三笠書房 1934
- 『プーシキン詩抄』（プーシキン）ナウカ社 1936
のち改造文庫
- 『チェルカッシ 他一篇』（ゴーリキイ）岩波文庫 1937
- 『イゼルギリ婆さん・秋の一夜 他二篇』（ゴーリキイ）岩波文庫　1937
- 『マルクス・エンゲルス芸術論研究 第1輯』（エフ・シルレル）改造文庫 1937
- 『死せる魂』（ニコライ・ゴーゴリ）河出書房、名著研究文庫 1938
- 『零落者の群』（ゴーリキイ）岩波文庫 1938
- 「森はざわめく ポレシエの古い物語」（コロレンコ）河出書房、新世界文学全集 1940
- 『セワストポリ戦記』（トルストイ）改造文庫 1941
- 『静かなドン』（シヨーロホフ）河出書房 1947
- 『幼年時代』（ゴーリキイ）高山書店、ロシヤ文学叢書　1947
- 『黄金の仔牛』（イリフ, ペトロフ共著）歴程社 1951
- 『ゴーリキー短篇集』（ゴーリキー）横田瑞穂共訳編 岩波文庫 1966